# Ayesha Durrani
Ayesha Durrani, ook wel bekend als Aisha-i-Durani en Aisha Durrani, was een 18e-eeuwse Afghaanse dichteres gedurende de periode van de Durrani-dynastie. Een aantal van haar gedichten werden in 1882 gepubliceerd en ze was verantwoordelijk voor de oprichting van de eerste meisjesschool in Afghanistan.

## Biografie
Ayesha Durrani werd geboren in de 18e eeuw in Afghanistan, als dochter van Ya'qūb Ali Khān Barakzai. Ze trouwde met Timur Shah Durrani. Ayesha was als dichter actief aan het eind van de 18e eeuw en bleef poëzie maken tot in de 19e eeuw. Ze schreef qasidas, ghazals en was goed thuis in de Arabische en Perzische literatuur en vetrouwd met de islamitische wetgeving. Durrani wordt gezien als de oprichtster van de eerste school voor meisjes in Afghanistan.
Na de ineenstorting van de Durrani-dynastie en de opkomst van het door Barakzai geregeerde emiraat van Afghanistan in de 19e eeuw, kreeg Ayesha's poëzie opnieuw belangstelling. Veel van haar gedichten werden in 1882 door een anonieme Afghaanse schrijver in een bundel samengebracht.
Na de Saur-revolutie van 1978 bevorderde de Afghaanse regering de studie van de werken van Durrani in een poging vrouwelijke steun te mobiliseren voor de sociale programma's van de regering. Na de door de Verenigde Staten geleide omverwerping van de Taliban-regering in Afghanistan (die vrouwen had verboden om na hun achtste een opleiding te volgen), herbouwde een Duitse hulporganisatie twee meisjesscholen in Kabul. Een daarvan kreeg als naam Aisha-i-Durani School ter ere van de dichter.
- Library of Congress Control Number: no2009129088
- Système universitaire de documentation: 125273614
- Virtual International Authority File: 96870511
- WorldCat: E39PBJg4m9fhD64MqrWcTCXDbd